# Jimmy (basquetebolista)
Jimmy Dreher de Oliveira (Florianópolis,11 de abril de 1990) é um basquetebolista brasileiro. Atualmente joga pelo Pinheiros.
Jimmy foi convocado para a Seleção Brasileira de Novos, para participar de um período de treinamento e do Torneio Internacional na França, e para a seleção principal no Sul-Americano em 2016.

## Títulos
São José
- Campeonato Paulista: 2009/2010
- Jogos Regionais: 2009, 2010, 2011
- Jogos Abertos do Interior: 2009, 2011
- Jogos Abertos Brasileiros: 2010